# Elbling
L’elbling est un cépage de raisin donnant un vin sec, un peu acidulé, à la maturité assez précoce et au fruité discret.
Il est l’un des cépages les plus anciens d'Europe et reste cultivé seulement sur la Moselle allemande et luxembourgeoise.
Sa feuille est assez grande, orbiculaire, épaisse et à dentelure marquée.
La grappe est assez grande; elle est composée de grains assez ovoïdes, blancs ou rouges.
Blanc, il sert aussi à l’élaboration de vins mousseux; rouge, il donne un vin rosé léger et frais.
L'elbling est le seul cépage mosellan ne pouvant se prévaloir du label VDQS, il n'en reste que quelques arpents promis à une disparition prochaine, la législation interdisant son remplacement, sauf par un cépage autorisé.

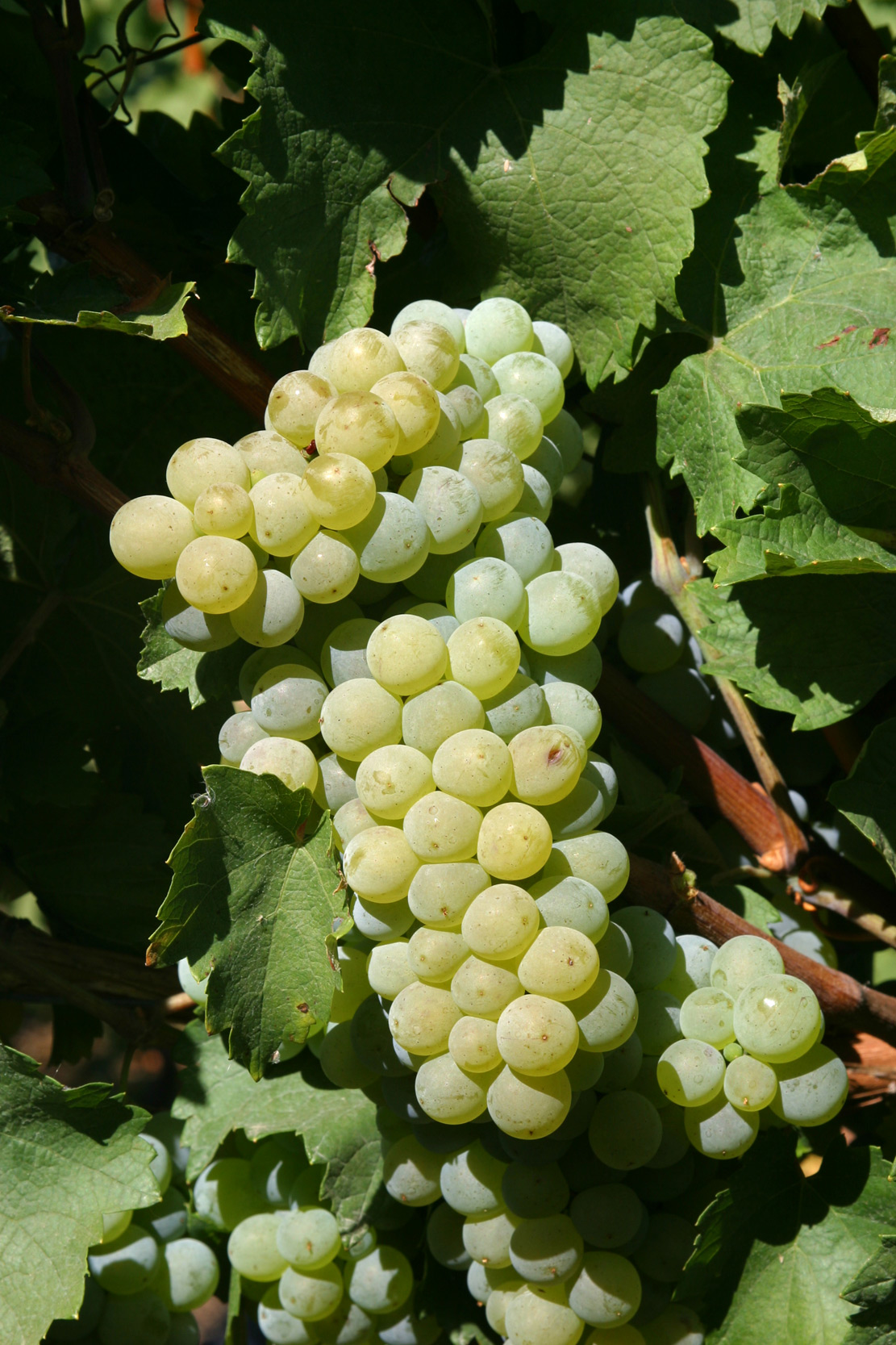
Grappe d'Elbling.